# Re di Picche
Re di Picche è il protagonista di una serie a fumetti italiana creata Luciano Bottaro.

## Personaggio e storia editoriale
Re di Picche debuttò nel 1969, come protagonista di una rivista di fumetti di breve durata con lo stesso nome, pubblicata in Italia da A.G.I.S..
Ispirato ai personaggi tradizionali delle carte da gioco, presenta le avventure umoristiche di un tiranno irascibile ossessionato dalle sue ambizioni espansionistiche verso il regno al confine guidato dal placido Re di Cuori. La rivista comprendeva anche altri personaggi di Bottaro, Carlo Chendi, Giorgio Rebuffi e Franco Aloisi, come Pon Pon, Giò Polpetta, Romeo Lancia. La rivista è stata pubblicata anche in Francia con il titolo Roi de Pique.
Dopo la chiusura della rivista, Bottaro continua a creare nuove storie di Re di Picche fino alla metà degli anni '80 per una serie di altre pubblicazioni, tra cui le riviste Corriere dei Ragazzi e Corriere dei Piccoli e il quotidiano Il Secolo XIX.